# چخماق (زاوه)
چخماق شهری در بخش سلیمان شهرستان زاوه استان خراسان رضوی ایران است. بر پایه سرشماری عمومی نفوس و مسکن در سال ۱۳۹۰ جمعیت آن ۲٬۴۷۸ نفر (در ۵۹۴ خانوار) بوده‌است.